# Мелик (река)
Мелик — река в России, протекает по Балашовскому району Саратовской области.Длина реки составляет 48 км. Площадь водосборного бассейна — 341 км².
Начинается к югу от посёлка Соцземледельского, течёт в общем западном направлении. Протекает через Безлесное, Выселки, Малый Мелик, Ключи и Большой Мелик. Впадает в озеро Грачиное в пойме Хопра. На реке имеются пруды.
Основные притоки — река Караваева (в 36 км от устья) и лог Семянный (в 20 км от устья), оба — правые.

## Данные водного реестра
По данным государственного водного реестра России относится к Донскому бассейновому округу, водохозяйственный участок реки — Хопёр от истока до впадения реки Ворона, речной подбассейн реки — Хопер. Речной бассейн реки — Дон (российская часть бассейна).
Код объекта в государственном водном реестре — 05010200112107000005933.